# Coisin
Le Coisin est un cours d'eau situé en France dans le département de la Savoie en région Auvergne-Rhône-Alpes.
D'une longueur de 12 kilomètres, la rivière arrose le val Coisin dans la combe de Savoie, entre Châteauneuf et le lac de Sainte-Hélène.

## Toponymie
D'après le Dictionnaire étymologique des Noms de lieu de la Savoie du chanoine Gros, la rivière du Coisin est mentionnée sous la dénomination Aqua Coysini en 1433.

## Situation
Le Coisin est un cours d'eau situé dans la combe de Savoie entre les massifs alpins de Belledonne et des Bauges, dans le département français de la Savoie.
Il prend sa source sur le territoire de la commune de Châteauneuf aux environs de Maltaverne, à 346 mètres d'altitude. D'une longueur d'environ 12 kilomètres, il suit un cours relativement rectiligne d'orientation nord-est—sud-ouest dans un vallon auquel il donne son nom, le val Coisin, bordé au sud par le Montraillant.
Outre Châteauneuf, le Coisin arrose plusieurs communes dont il matérialise les limites administratives : Hauteville, Villard-d'Héry et Saint-Pierre-de-Soucy en rive gauche, Coise-Saint-Jean-Pied-Gauthier et Sainte-Hélène-du-Lac en rive droite. La rivière ne possède en outre que deux affluents, le Ruisseau des Rivaux et le Pichu, tous deux en rive gauche.
Sa pente hydraulique est à la fois constante et faible puisque son embouchure dans le lac de Sainte-Hélène culmine à 257 m d'altitude, soit une déclivité moyenne de 7 m/km.
L'émissaire du lac de Sainte-Hélène, le Coisetan, constitue le prolongement du Coisin vers le sud-ouest, jusqu'à son embouchure dans l'Isère.